# 密西西比共和國
密西西比共和國（英語：Republic of Mississippi）是密西西比州於1861年1月亚伯拉罕·林肯出任總統之后宣佈退出合眾國而短暫使用的名稱；此名称使用到同年2月加入美利堅聯盟國（“邦联”）时。

## 外部連結
- The flag of the republic （英文）